# 亚伯拉罕·弗莱克斯纳
亚伯拉罕·弗莱克斯纳（英語： 1866年11月13日—1959年9月21日）美国教育家，生于肯塔基州路易维尔，普林斯顿高等研究院创始人之一，首任院长，对美国和加拿大医学及高等教育产生重要影响。曾说服爱因斯坦放弃前往加州理工学院而前往普林斯顿高等研究院任职。